# Syzygium ovale
Syzygium ovale är en myrtenväxtart som beskrevs av Pieter Willem Korthals. Syzygium ovale ingår i släktet Syzygium och familjen myrtenväxter. Inga underarter finns listade i Catalogue of Life.